# 波索尔哈
波索尔哈是厄瓜多尔的一个乡村，位于瓜亚斯省的瓜亚基尔县，距该县首府瓜亚基尔120公里。波索尔哈地处瓜亚斯河出海口北部，该地区最早以捕鱼为业，但近年来的水质污染以及捕鱼技术的发展，越来越多的居民处于失业状态。

## 宗教
波索尔哈93%的居民为天主教徒。